# 菲克定律

圖為宏觀及微觀觀點下的分子擴散。一開始時，屏障（紫色線）的左邊有一些溶質分子，而右邊則没有。屏障被移走後，溶質開始擴散並愈來愈均勻地佈滿整個容器。上：一粒子在隨機運動。中：更多粒子在隨機運動，這個時候更容易看到溶質的分佈是愈來愈均勻。下：當有大量溶質粒子的時候，所有隨機性都消失了：溶質看起來就像有系統地且順暢地，從高濃度的區域流到低濃度的區域去。菲克定律所描述的就是這種順暢的流動。

菲克定律描述擴散作用，可以使用這條定律來求得擴散係數：D。定律由阿道夫·菲克於1855年推導出來。

## 菲克第一定律
假設從高濃度區域往低濃度流的通量大小與濃度梯度（空間導數）成正比，通過這個假設，菲克第一定律把擴散通量與濃度聯繫起來。在一維空間下的菲克定律如下：
{\displaystyle {\bigg .}J=-D{\frac {\partial \phi }{\partial x}}{\bigg .}}
其中
- {\displaystyle J}為“擴散通量”（於某單位時間內通過某單位面積的物質量），例如{\displaystyle ({\tfrac {\mathrm {mol} }{\mathrm {m} ^{2}\cdot \mathrm {s} }})}。{\displaystyle J}量度在一段短時間內物質流過一小面積的量。
- {\displaystyle \,D} 為擴散係數或擴散度，其量綱為[長度2 時間−1]，例如{\displaystyle ({\tfrac {\mathrm {m} ^{2}}{\mathrm {s} }})}
- {\displaystyle \,\phi } 為濃度（假設為理想混合物），其量綱為[(物質的量) 長度−3]，例如{\displaystyle ({\tfrac {\mathrm {mol} }{\mathrm {m} ^{3}}})}
- {\displaystyle \,x} 為位置長度，例如{\displaystyle \,\mathrm {m} }

根據斯托克斯-愛因斯坦關係，{\displaystyle \,D}的大小取決於溫度、流體黏度與分子大小，並與擴散分子流動的平均速度平方成正比。在稀的水溶液中，大部分離子的擴散係數都相近，在室溫下其數值大概在0.6×10−9至2×10−9 m2/s。而生物分子的擴散係數一般介於10−11及10−12 m2/s之間。
在二維或以上的情況下，我們必須使用{\displaystyle \nabla }（劈形或梯度算子）來把第一導數通用化，得
{\displaystyle J=-D\nabla \phi }。
一維擴散的驅動力為{\displaystyle -{\frac {\partial \phi }{\partial x}}}，而對理想混合物而言，這股驅動力就是濃度的梯度。在非理想溶液或混合物的化學系統中，每一種物質的擴散驅動力則為各自種類的化學勢梯度。此時菲克第一定律（一維狀況）為：
{\displaystyle J_{i}=-{\frac {Dc_{i}}{RT}}{\frac {\partial \mu _{i}}{\partial x}}}
其中標記i代表第i種物質，c為摩爾濃度(mol/m3)，R為通用氣體常數(J/(K mol))，T為絕對溫度(K)及μ為化學勢(J/mol)。

## 菲克第二定律
菲克第二定律預測擴散會如何使得濃度隨時間改變：
{\displaystyle {\frac {\partial \phi }{\partial t}}=D\,{\frac {\partial ^{2}\phi }{\partial x^{2}}}\,\!}
其中
- {\displaystyle \,\phi }為濃度，其量綱為[(物質的量) 長度−3]，例如{\displaystyle ({\tfrac {\mathrm {mol} }{m^{3}}})}
- {\displaystyle \,t}為時間[s]
- {\displaystyle \,D}為擴散係數，其量綱為[長度2 時間−1]，例如{\displaystyle ({\tfrac {m^{2}}{s}})}
- {\displaystyle \,x}為位置[長度]，例如{\displaystyle \,m}

可從菲克第一定律及质量守恒定律導出菲克第二定律：
{\displaystyle {\frac {\partial \phi }{\partial t}}=-\,{\frac {\partial }{\partial x}}\,J={\frac {\partial }{\partial x}}{\bigg (}\,D\,{\frac {\partial }{\partial x}}\phi \,{\bigg )}\,\!}
假設擴散常數D不變（常數），用鏈式法則展開，得：
{\displaystyle {\frac {\partial }{\partial x}}{\bigg (}\,D\,{\frac {\partial }{\partial x}}\phi \,{\bigg )}=D\,{\frac {\partial }{\partial x}}{\frac {\partial }{\partial x}}\,\phi =D\,{\frac {\partial ^{2}\phi }{\partial x^{2}}}}
由此可得上述的菲克方程。
對於二維或以上的擴散，其菲克第二定律為：
{\displaystyle {\frac {\partial \phi }{\partial t}}=D\,\nabla ^{2}\,\phi \,\!}，
其形式跟熱傳導方程類似。
若擴散係數不是常數，但大小取決於座標及／或濃度，則菲克第二定律為：
{\displaystyle {\frac {\partial \phi }{\partial t}}=\nabla \cdot (\,D\,\nabla \,\phi \,)\,\!}
其中一個重要的例子就是，當{\displaystyle \,\phi }處於穩定態的時候，即濃度不會因時間而變動，因此方程的左邊等於零。在D不變及一維的情況下，濃度會隨位置x作線性的變動。在二維或以上情況則：
{\displaystyle \nabla ^{2}\,\phi =0\!}
即拉普拉斯方程，數學家將該方程的解叫做調和函數。

### 例：一維解（擴散長度）
在一維（x軸）擴散的情況下，設時間為t，初始點位於{\displaystyle x=0}的邊界上，該點濃度值為{\displaystyle n(0)}，則擴散情況近似為
{\displaystyle n\left(x,t\right)=n(0)\left(1-2\left({\frac {x}{2{\sqrt {Dt\pi }}}}\right)\right)}

## 歷史
生理學家阿道夫·菲克最早於1855年發表他那著名的定律，這定律支配所有通過擴散所進行的質量運輸。菲克的研究受到之前托馬斯·格雷姆的實驗所啟發，但這些實驗就差在沒有提出任何基礎定律，而菲克就因提供了這樣的定律而聞名。菲克定律與同時代的其他著名科學家所發現的定律有近似的地方：達西定律（水流）、歐姆定律（電荷運輸）、及傅立葉定律（熱傳播）。
菲克的實驗（模仿格雷姆的實驗）主要由兩個鹽槽組成，兩個槽由多條含水的管道連接，實驗量度水管中的鹽濃度及通量。有一點值得注意的是，菲克主要研究的是液體的擴散，而不是固體，因為當時普遍認為固體擴散並不可行。時至今日，在研究固體、液體及氣體擴散（假設後兩者不會有大團的流體運動）時，菲克定律還是我們理解的核心。當擴散不遵從菲克定律時（確實有這種情況），我們把這種過程稱為“非菲克擴散”，把它們稱作例外的這點，“證實”了菲克於1855年提出的定律的重要性。

## 應用
不同領域在需要模擬運輸過程時，普遍地都會用到各種基於菲克定律的方程，這些領域包括食品、神經元、生物聚合物、藥劑、有孔土壤、族群動態及半導體摻雜過程等。所有電壓電流測定法的方法都是基於菲克方程的解。聚合物科學及食品科學的大量實驗研究指出，在玻璃轉化下需要使用更通用的手法來描述運輸的分量。在玻璃轉化發生時，周圍的流動會變得“非菲克”。

### 生物學上的應用
從第一定律可得下式：
{\displaystyle J={-P\cdot A\cdot (c_{2}-c_{1})}\,\!}
其中：
- {\displaystyle \,J}為通量；
- {\displaystyle \,P}為滲透率，量度某氣體於某溫度時通過膜的導率的實驗量；
- {\displaystyle \,A}為擴散的表面積大小；
- {\displaystyle \,c_{2}-c_{1}}為流動方向下膜兩邊氣體的濃度差（從{\displaystyle c_{1}}到{\displaystyle c_{2}}）。

菲克第一定律在輻射傳送方程中也是有重要性的。然而，當擴散係數很小的時候，輻射被光速所限制，而不是被物質的抵抗力所限制，菲克第一定律與輻射傳送方程的關係就不準確。在這個時候可以採取通量限制。
在計算氣體通過流體膜的交換率時，可將上式及格雷姆定律一起運用。

## 液體的菲克流
當兩種互溶液體接觸時，擴散發生，宏觀（或平均）濃度會跟隨菲克定律而定。在介觀角度下，也就是介於菲克定律所描述的宏觀及分子的微觀（分子隨機運動發生的比例）的角度下，我們不可以忽略漲落。這個時候可以使用蘭道-李佛西茲漲落水動力學來進行模擬。在這個理論框架下，擴散的起因是漲落，這些漲落的大小可由分子比例至宏觀比例。
有意思的是，漲落水動力方程含有一個描述菲克流的項，內有擴散係數，還有描述漲落的隨機項及水動力方程。在使用微擾手法計算漲落時，其零度近似就菲克定律。通過第一度近似可得漲落，然後漲落造成擴散。因為這個由低度近似描述的現象是高度近似的結果，所以某程度上這代表一個永真式。只須把水動力方程重整化就可以解決這個問題。

### 半導體生產上的應用
不少生產半導體的技術及成型過程都有用到由菲克定律所得出的擴散方程，這些技術包括化學氣相沉積（CVD）、熱氧化、濕式氧化法及掺雜等。
在某些情況下，解方程用的邊界條件為擴散時源頭濃度不變、有限源頭濃度或邊界會移動。

## 另見
- 擴散作用
- 滲透作用
- 氣體交換

## 外部連結
- 擴散的基礎 （页面存档备份，存于）（英文）
- 聚合物料中的擴散（英文）
- 菲克定律及玻爾茲曼變換等（附圖及動畫） （页面存档备份，存于）（英文）
- 比爾·威爾遜，菲克第二定律，Connexions教育網，2007年8月21日 （页面存档备份，存于）（英文）